# Лайсер, Оттолин
Оттолин Лайсер (Henrietta Miriam Ottoline Leyser Day, род. 7 марта 1965) — британский ботаник, специалист по генетике развития растений, занимающаяся исследованиями роли их гормонов. Профессор Кембриджского университета (с 2011) и директор Sainsbury Laboratory Cambridge University (с 2013). Член Лондонского королевского общества (2007), иностранный член Национальной АН США (2012) и член Леопольдины (2014).

## Биография
Родилась в семье историков Карла (Karl Leyser) и Генриетты (Henrietta Leyser) Лейсеров.
Окончила с отличием кембриджский Ньюнэм-колледж (бакалавр генетики, 1986), где училась с 1983 года. Среди её преподавателей были Джон Гёрдон и Peter Anthony Lawrence. Степень доктора философии по генетике получила в том же колледже в 1990 году, занималась там для этого с 1986 года.
В 1990—1994 гг. ассоциированный исследователь в Индианском университете (США) и Кембридже. В 1994—2010 гг. преподаватель на кафедре биологии Йоркского университета, где достигла должности профессора генетики развития растений. С 2011 года на аналогичной должности в Кембриджском университете. В 2011—2012 гг. ассоциированный директор Sainsbury Laboratory Cambridge University, с 2013 года — директор.
В 2014—2019 гг. глава British Society for Developmental Biology.
В 2009—2015 гг. член Nuffield Council on Bioethics. В 2012—2015 гг. член Совета Лондонского королевского общества.
Член EMBO (2007) и AcademiaNet (2017).
Член редколлегии Current Biology.
Автор работ в Nature.
Автор книги «Матери в науке» («Mothers in Science - 64 ways to have it all»).
|                                       | You can very plausibly make an argument that inadequate food supply kills more people than cancer, but the amount of funding going into plant science research is quite low compared with the funding that cancer research receives. |  | Вы можете утверждать - и довольно правдоподобно - что недоедание убивает больше людей, чем рак. Но объем финансирования направляемого в научные исследования в области растениеводства довольно низок по сравнению с финансированием, которое получает онкология. |  |
| Из интервью Оттолайн Лейсер 2011 года | |  | |  |

## Личная жизнь
Замужем за Стивеном Дэем. У них двое детей: Франческа и Джошуа.

## Награды и отличия
- Медаль президента Society for Experimental Biology[англ.] (2000)
- Rosalind Franklin Award[англ.] Лондонского королевского общества (2007)
- International Plant Growth Substance Association's Silver Medal (2010)
- Медаль Genetics Society[англ.] (2016)
- Почётный доктор Норвежского университета естественных и технических наук (2016)
- FEBS/EMBO Women in Science Award (2017)[18]
- Дама-Командор Ордена Британской империи (2017, командор 2009)
- Медаль Круна (2023)